# Sự khởi đầu của hành tinh khỉ
Dawn of the Planet of the Apes (tựa Việt: Sự khởi đầu của hành tinh khỉ) là một bộ phim khoa học viễn tưởng Mỹ công chiếu năm 2014. Phim được đạo diễn bởi Matt Reeves và viết kịch bản bởi Mark Bomback, Rick Jaffa và Amanda Silver. Dàn diễn viên tham gia bao gồm Andy Serkis, Jason Clarke, Gary Oldman, Keri Russell, Toby Kebbell và Kodi Smit-McPhee.
Dawn of the Planet of the Apes là phần tiếp theo của Rise of the Planet of the Apes (2011), bộ phim đầu tiên của series làm lại từ loạt phim Hành tinh khỉ gốc. Đây là bộ phim chiếu rạp thứ 8 của dòng phim. Phim được công chiếu ngày 11 tháng 7 năm 2014 tại Hoa Kỳ, và đã nhận được sự hoan nghênh từ các nhà phê bình về kỹ xảo, cốt truyện, đạo diễn và diễn xuất. Doanh thu phòng vé đạt hơn 710 triệu đô la trên toàn thế giới - vượt xa mức kinh phí 170 triệu đô la, biến Dawn trở thành bộ phim có doanh thu cao thứ tám năm 2014, và là phim có doanh thu cao nhất của series. Phim nhận được đề cử Giải Oscar cho Hiệu ứng hình ảnh xuất sắc nhất, cũng như 8 giải Saturn - bao gồm Phim khoa học viễn tưởng hay nhất, Đạo diễn xuất sắc nhất cho Reeves và Nam diễn viên phụ xuất sắc nhất cho Serkis.
Bối cảnh phim diễn ra 10 năm sau sự kiện của tập đầu tiên, khi một nhóm người sống sót ở San Francisco đang đấu tranh để duy trì sự sống sau khi dịch "cúm khỉ" đã quét sạch phần lớn nhân loại, và Caesar - thủ lĩnh loài khỉ - cố gắng duy trì vị trí lãnh đạo của mình.
Phần tiếp theo, có tựa đề Đại chiến hành tinh khỉ (War for the Planet of the Apes), được phát hành vào ngày 14 tháng 7 năm 2017.

## Nội dung
Từ năm 2016, virus ALZ-113 bắt đầu làm sụp đổ nền văn minh của loài người, dẫn đến lệnh thiết quân luật, tình trạng bất ổn dân sự và sự sụp đổ kinh tế của mọi quốc gia. Mười năm sau, Caesar trở thành lãnh đạo thế hệ khỉ mới của cộng đồng khỉ sâu trong Rừng Muir. Khi đang dạo chơi trong rừng, con trai của Caesar là Blue Eyes và con trai của Rocket là Ash gặp phải một con người. Người này, tên là Carver, sợ hãi và rút súng bắn Ash, khiến Ash bị thương. Carver gọi nhóm người đi cùng anh ta, dẫn đầu bởi Malcolm (Jason Clarke), trong khi Blue Eyes gọi những con khỉ khác. Caesar yêu cầu nhóm của Malcolm đi khỏi rừng ngay.
Những người sống sót ở San Francisco, do cơ thể miễn dịch tự nhiên với virus, tụ tập trong một tòa tháp được bảo vệ trong lòng thành phố đã bị phá hủy. Bị thúc giục bởi Koba, một con tinh tinh lùn ôm lòng thù hận con người vì sự ngược đãi của họ, Caesar mang một đội quân khỉ nhỏ tới thành phố - để tuyên bố với con người rằng: Loài khỉ không muốn chiến tranh, nhưng sẽ chiến đấu nếu bị buộc phải làm vậy. Caesar yêu cầu loài người ở trong lãnh địa của họ và loài khỉ cũng vậy.
Malcolm thuyết phục người lãnh đạo, đồng thời là bạn lâu năm Dreyfus (Gary Oldman) cho anh 3 ngày hòa giải với loài khỉ, để họ có thể đến được đập thủy điện - nằm trong lãnh thổ loài khỉ, và cung cấp nguồn điện cho thành phố. Dreyfus vốn hay nghi ngờ loài khỉ nên đã cho những người còn lại đi đến một kho vũ khí bị bỏ hoang.
Malcolm đi đến Làng Khỉ nhưng bị Stoned và những con khỉ đột khác bắt. Sau đó, Malcolm được Stoned và Maurice đưa đến gặp Caesar. Malcolm cố gắng đứng lên nói chuyện với Caesar nhưng bị Stoned và Maurice bắt phải quỳ xuống. Sau khi nghe anh trình bày, Caesar cho phép nhóm Malcolm làm việc tại con đập - nhưng phải giao nộp lại toàn bộ súng.
Malcolm cùng vợ Ellie và con trai Alexander cùng làm việc với sự hợp tác của loài khỉ. Mối nghi ngờ giữa hai bên dần lắng xuống - nhưng niềm tin mới hình thành bỗng dập tắt khi Carver chĩa súng vào con trai mới sinh của Caesar. Hai bên đạt được sự hòa giải tạm thời khi Ellie chữa bệnh cho Cornelia, vợ Caesar, bằng thuốc kháng sinh cô mang theo.
Trong khi đó, Koba phát hiện ra kho vũ khí của loài người và sau đó quay lại đe dọa Caesar rằng "Caesar yêu người hơn cả khỉ, hơn cả con trai mình". Tức giận vì câu nói đó, Caesar lao vào tấn công Koba, nhưng rồi quyết định dừng lại và tha thứ cho hắn. Koba quay lại kho vũ khí của loài người, giết 2 tên lính, trộm vũ khí của họ, sau đó giết Carver và lấy bật lửa của anh ta.
Con đập cuối cùng đã được sửa, và nhóm của Malcolm đã thành công trong việc khôi phục lại lưới điện cho thành phố. Trong khi cả làng khỉ đang ăn mừng, Koba lén châm lửa và lấy súng bắn vào ngực Caesar. Khi cả làng khỉ đang hoảng loạn vì bị mất đi thủ lĩnh và đám cháy bất ngờ, Koba trở thành lãnh đạo mới, tuyên bố rằng con người đã giết Caesar và phát lệnh chiến tranh chống lại loài người.
Nhóm Malcolm lẩn trốn trong khi Koba dẫn đoàn quân khỉ tiến về San Francisco, cướp kho vũ khí và xông vào tòa tháp. Mặc dù bị thương vong lớn, đoàn khỉ tàn phá mọi thứ và bắt giữ mọi người chúng tìm thấy, trong khi Dreyfus tẩu thoát xuống dưới đường tàu điện ngầm. Khi Ash không chịu giết một ông già theo lệnh Koba và nhắc lại những lời mà Caesar đã dạy, Koba lôi Ash lên tầng trên rồi thả Ash xuống ban công, sau đó cho giam giữ bất kỳ khỉ nào còn trung thành với Caesar.
Nhóm của Malcolm tìm thấy Caesar đang thoi thóp và đưa đến nhà cũ của Caesar tại San Francisco. Caesar tiết lộ với Malcolm rằng Koba đã bắn mình, và nhận ra rằng mình đã sai lầm khi cho rằng khỉ tốt hơn loài người. Khi Malcolm vào thành phố tìm dụng cụ để Ellie phẫu thuật cho Caesar, anh tìm thấy Blue Eyes và đưa cậu đến gặp Caesar. Caesar tìm thấy đoạn băng ngày xưa của người chủ cũ Will - nhờ đó, Malcolm biết được về quá khứ của Caesar.
Blue Eyes trở về và giải thoát tất cả con người đã bị bắt cùng với những khỉ trung thành với Caesar. Sau đó, nhóm khỉ đã tham gia cùng với Caesar để đối đầu với Koba tại đỉnh tòa tháp. Sau khi dẫn nhóm khỉ đến tòa tháp, Malcolm đến gặp Dreyfus. Dreyfus cho biết ông và đồng đội đã liên lạc được với những người ở doanh trại phía bắc, và đoàn quân chi viện đang trên đường đến. Trong khi Caesar và Koba chiến đấu, Malcolm cố gắng ngăn Dreyfus cho nổ tòa tháp nhưng thất bại. Vụ nổ giết chết Dreyfus và làm sập một phần tòa tháp. Koba bị hất văng khỏi tòa tháp do vụ nổ - và chỉ kịp bám lấy một thanh thép. Hắn van xin Caesar cứu hắn - với lý do "khỉ không giết khỉ". Nhưng Caesar nói với hắn "Ngươi không phải khỉ", rồi đẩy hắn xuống, kết liễu hắn.
Malcolm cho Caesar biết rằng quân đội loài người đang tới. Cả hai hiểu rằng cơ hội duy nhất để đạt được hòa bình đã mất. Caesar nói với Malcolm rằng loài người sẽ không bỏ qua cho loài khỉ vì cuộc chiến mà loài khỉ đã khơi mào - và yêu cầu gia đình Malcolm hãy ra đi. Khi Malcolm đã biến mất, Caesar đứng trước bầy khỉ đang quỳ xuống cùng với gia đình mình.

## Diễn viên

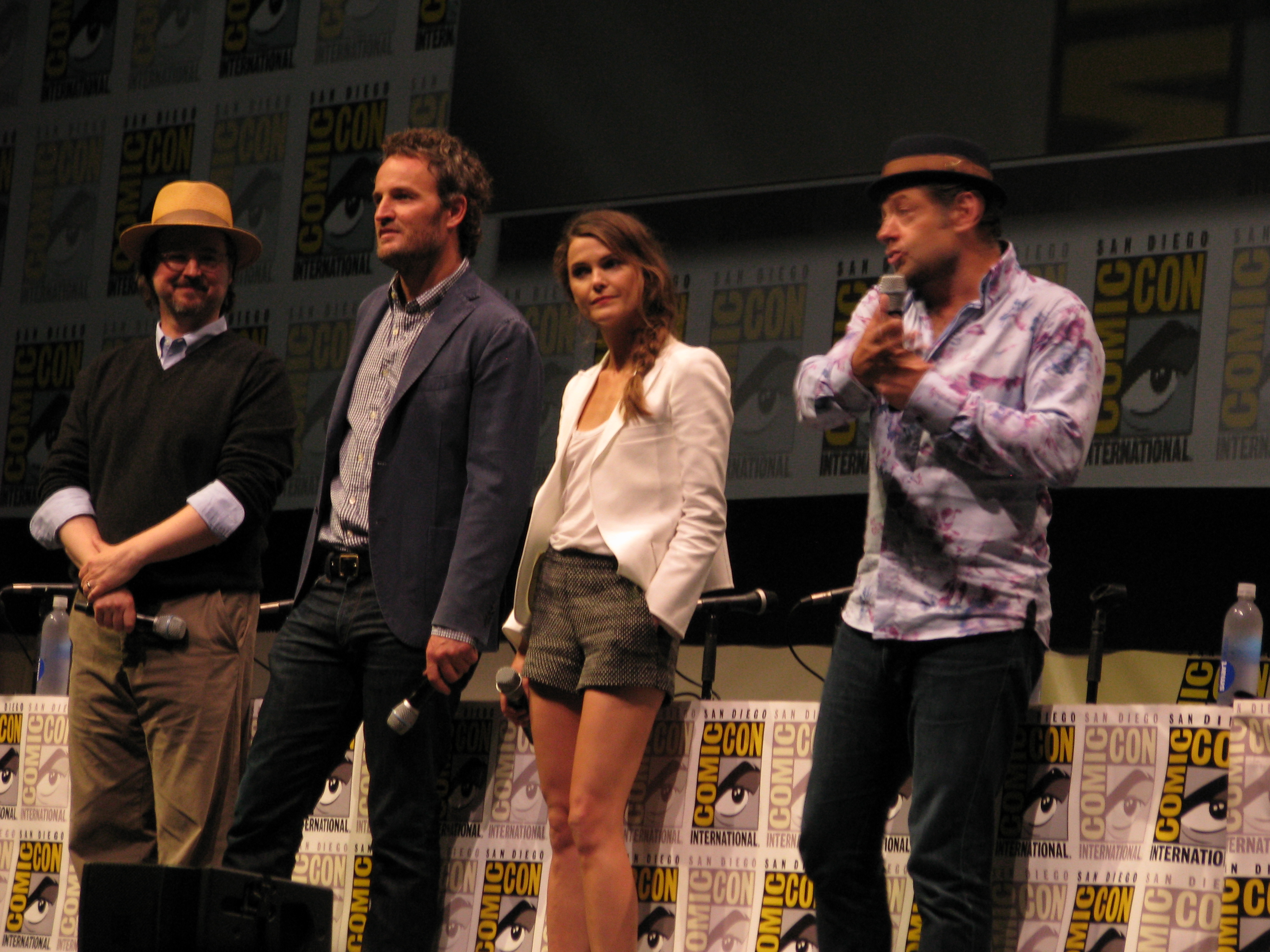
(Từ trái sang) Đạo diễn Matt Reeves cùng các diễn viên Jason Clarke, Keri Russell và Andy Serkis

### Người
- Jason Clarke vai Malcolm, lãnh đạo nhóm người nhỏ có mối quan hệ thân thiết với Caesar và những con khỉ khác.
- Gary Oldman vai Dreyfus, lãnh đạo của những người sống sót muốn gây chiến với loài khỉ.
- Keri Russell vai Ellie, từng là y tá, vợ hai của Malcolm và là mẹ kế của Alexander.
- Kodi Smit-McPhee vai Alexander, con trai của Malcolm.
- Kirk Acevedo vai Carver, thành viên của nhóm Malcolm.
- Jon Eyez vai Foster, thành viên của nhóm Malcolm.
- Enrique Murciano vai Kemp, thành viên của nhóm Malcolm.
- Jocko Sims vai Werner, đồng đội của Dreyfus.
- Kevin Rankin vai McVeigh, đồng đội của Dreyfus.
- Keir O'Donnell vai Finney, một lính gác kho vũ khí.
- Lombardo Boyar vai Terry, một lính gác kho vũ khí.
- Mustafa Harris vai sĩ quan canh gác của trại.

Ngoài ra, James Franco, người vào vai tiến sĩ Will Rodman trong Rise of the Planet of the Apes, cũng xuất hiện trong đoạn băng ngày xưa của Caesar.

### Khỉ
- Andy Serkis vai Caesar, lãnh đạo của bầy khỉ.
- Toby Kebbell vai Koba, con tinh tinh lùn giữ vị trí phó tướng đã phản bội Caesar.
- Nick Thurston vai Blue Eyes, con trai trưởng của Caesar và Cornelia.
- Karin Konoval vai Maurice, một con đười ươi Borneo, người bạn và cố vấn thân thiết của Caesar.
- Doc Shaw vai Ash, con trai của Rocket, và là bạn thân của Blue Eyes.
- Judy Greer vai Cornelia, vợ Caesar, mẹ của Blue Eyes và đứa con mới sinh.
- Terry Notary vai Rocket, bạn của Caesar, cha của Ash.
- Lee Ross vai Grey, đồng đội của Koba.

## Sản xuất

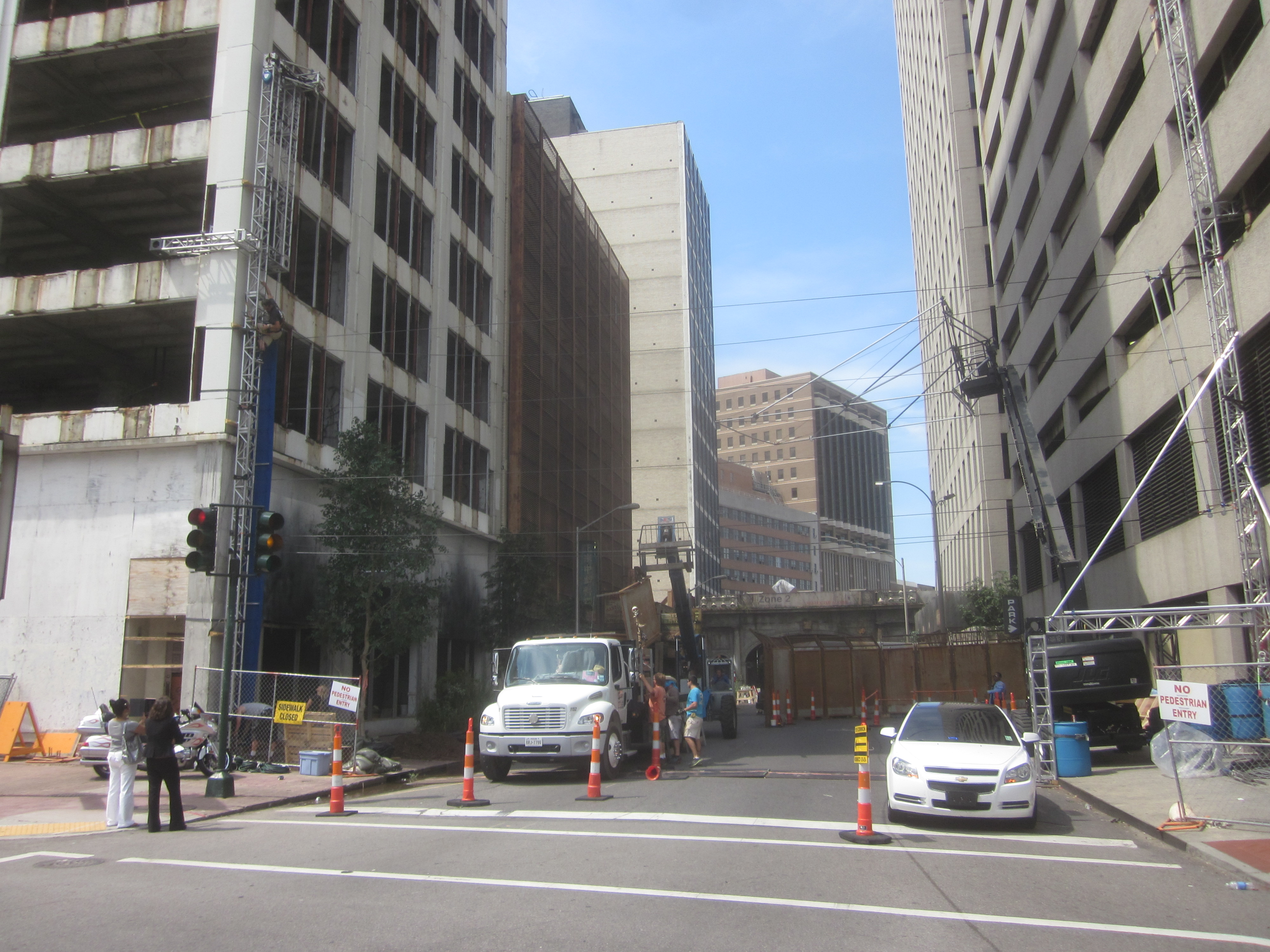
Phim lấy bối cảnh ở phố Rampart, New Orleans, tháng 5 năm 2013

### Quá trình phát triển
Sau khi phát hành Rise of the Planet of the Apes, đạo diễn Rupert Wyatt nhận định về khả năng làm các phần tiếp theo: "Tôi nghĩ rằng chúng ta đang kết thúc với một số câu hỏi nhất định, điều này khá thú vị. Đối với tôi, tôi có thể nghĩ ra rất nhiều ý tưởng cho phần tiếp theo của phim, nhưng đây mới chỉ là bước khởi đầu." Biên kịch kiêm nhà sản xuất Rick Jaffa cũng nói rằng Rise tiết lộ một số gợi ý về các phần tiếp theo trong tương lai: "Tôi hy vọng rằng chúng tôi đang xây dựng nền tảng cho các bộ phim trong tương lai."
Trong một cuộc phỏng vấn được ghi lại sau khi phát hành Rise, Wyatt nói, "Chúng tôi muốn mở rộng nội dung so với bản gốc năm 68." Wyatt cũng tuyên bố ông muốn phần tiếp theo diễn ra tám năm sau tập đầu tiên, khi một thế hệ vượn người hoàn toàn mới được sinh ra, cũng như khám phá động cơ của mối quan hệ giữa Caesar và Koba.
Tháng 11 năm 2011, Andy Serkis là người đầu tiên được thông báo đã chốt hợp đồng cho phần tiếp theo của Rise. Ngày 15 tháng 5 năm 2012, có thông báo rằng Scott Z. Burns đã được thuê viết lại kịch bản gốc. Ngày 31 tháng 5 năm 2012, 20th Century Fox thông báo rằng phần tiếp theo sẽ có tựa là Dawn of the Planet of the Apes.
Ngày 17 tháng 9 năm 2012, có báo cáo rằng đạo diễn Wyatt đang cân nhắc việc rời bỏ phần tiếp theo do lo ngại ngày phát hành tháng 5 năm 2014 sẽ không giúp ông có đủ thời gian để thực hiện bộ phim như mong muốn. Ngày 1 tháng 10, đạo diễn Matt Reeves của Cloverfield được xác nhận sẽ thay thế ông. Ngày 18 tháng 10, Mark Bomback, biên kịch của Live Free or Die Hard, được thông báo đang viết lại kịch bản cho Reeves.

### Chọn diễn viên
Tháng 12 năm 2012, sau sự ra đi của đạo diễn Wyatt, James Franco cho rằng anh sẽ không trở lại cho phần tiếp theo. Freida Pinto, người đóng vai nhà linh trưởng học Caroline Aranha trong Rise, xác nhận rằng cô sẽ không quay lại với Dawn. Tháng 4 năm 2014, khi được IGN hỏi về số phận các nhân vật của Franco và Pinto, nhà sản xuất Dylan Clark nói, "Ý tôi là, họ là những người đã chết... Họ nằm trong số những người đầu tiên bị virus tấn công."
Tháng 2 năm 2013, các diễn viên Gary Oldman, Jason Clarke và Kodi Smit-McPhee được giao vai chính cho phần tiếp theo, lấy bối cảnh mười năm sau các sự kiện từ phần phim đầu tiên. Tháng 3 năm 2013, nữ diễn viên Keri Russell được chọn cho một vai trong phim. Cùng tháng đó, Judy Greer được chọn vào vai Cornelia, vợ của Caesar. Toby Kebbell, Enrique Murciano và Kirk Acevedo sau đó tham gia vào dàn diễn viên trong quá trình quay phim. Ngày 15 tháng 5 năm 2013, Jocko Sims được chọn vào vai đặc vụ quân đội Werner.

### Quay phim
Phim bắt đầu quay vào tháng 4 năm 2013 xung quanh thị trấn Campbell River, British Columbia. Đảo Vancouver được chọn vì cảnh trí giống với các địa điểm được mô tả trong phim. Việc quay phim ở New Orleans bắt đầu vào tháng 5 năm 2013 và tiếp tục vào tháng 7 năm 2013 tại nhiều địa điểm khác nhau.

### Hiệu ứng hình ảnh
Giống như Rise, phần hiệu ứng hình ảnh cho Dawn được phụ trách bởi Weta Digital.

## Nhạc phim
Phần nhạc phim do Michael Giacchino sáng tác, và được Sony Masterworks phát hành vào ngày 8 tháng 7 năm 2014.
Danh sách
| STT | Nhan đề                                               | Thời lượng |
| --- | ----------------------------------------------------- | ---------- |
| 1.  | "Level Plaguing Field"                                | 2:21       |
| 2.  | "Look Who's Stalking"                                 | 2:35       |
| 3.  | "The Great Ape Processional"                          | 4:34       |
| 4.  | "Past Their Primates"                                 | 1:57       |
| 5.  | "Close Encounters of the Furred Kind"                 | 4:38       |
| 6.  | "Monkey to the City"                                  | 1:16       |
| 7.  | "The Lost City of Chimpanzee"                         | 3:46       |
| 8.  | "Along Simian Lines"                                  | 5:04       |
| 9.  | "Caesar No Evil, Hear No Evil"                        | 2:27       |
| 10. | "Monkey See, Monkey Coup"                             | 5:12       |
| 11. | "Gorilla Warfare"                                     | 7:37       |
| 12. | "The Apes of Wrath"                                   | 4:28       |
| 13. | "Gibbon Take"                                         | 2:55       |
| 14. | "Aped Crusaders"                                      | 3:26       |
| 15. | "How Bonobo Can You Go"                               | 5:42       |
| 16. | "Enough Monkeying Around"                             | 3:35       |
| 17. | "Primates for Life"                                   | 5:42       |
| 18. | "Planet of the End Credits"                           | 8:56       |
| 19. | "Ain't That a Stinger (written by Griffin Giacchino)" | 1:10       |

## Phát hành
Ngày 31 tháng 5 năm 2012, Fox thông báo Dawn of the Planet of the Apes dự kiến sẽ phát hành vào ngày 23 tháng 5 năm 2014. Tuy nhiên, đến ngày 20 tháng 6 năm 2013, có thông báo rằng Dawn sẽ được lùi phát hành hai tháng đến ngày 18 tháng 7 năm 2014. Ngày 10 tháng 12 năm 2013, bộ phim được thông báo sẽ phát hành sớm một tuần - vào ngày 11 tháng 7 năm 2014. Phim được công chiếu lần đầu tại Cung điện Mỹ thuật ở San Francisco, California vào ngày 26 tháng 6 năm 2014, và trở thành bộ phim bế mạc Liên hoan phim Quốc tế Mátxcơva lần thứ 36 vào ngày 28 tháng 6.

## Đón nhận

### Doanh thu
Dawn of the Planet of the Apes gặt hái thành công lớn tại phòng vé, thu về 208,545,589 đô-la tại Hoa Kỳ và Canada, và 500,290,000 đô-la ở các quốc gia khác. Tổng doanh thu trên toàn thế giới là 708,835,589 đô-la. Sau khi tính toán tất cả chi phí và doanh thu, Deadline Hollywood ước tính rằng bộ phim đã thu về lợi nhuận ròng là 182,18 triệu đô la. Phim có doanh thu mở màn toàn cầu là 103,3 triệu đô la, cao thứ 11 trong năm 2014. Trên toàn thế giới, Dawn là phim có doanh thu cao nhất trong loạt phim Planet of the Apes, và là phim có doanh thu cao thứ tám của năm 2014.

### Đánh giá
Trên trang tổng hợp đánh giá Rotten Tomatoes bộ phim đạt 90% đánh giá tích cực từ 313 bài phê bình, với điểm trung bình là 7,90 / 10. Trên Metacritic, phim đạt điểm số 79/100 dựa trên 48 ý kiến phê bình. Thăm dò của CinemaScore cho thấy khán giả cho điểm trung bình phim là "A−" trên thang điểm A + đến F.

## Hậu phim
Sau thành công của Dawn, 20th Century Fox và Chernin Entertainment đã ký hợp đồng để Matt Reeves trở lại làm đạo diễn cho phần ba của seroes. Ngày 6 tháng 1 năm 2014, Fox thông báo Reeves sẽ làm đạo diễn và đồng biên kịch cùng với Bomback cho bộ phim thứ ba, dự kiến phát hành vào tháng 7 năm 2016.
Tháng 1 năm 2015, Fox trì hoãn phát hành đến ngày 14 tháng 7 năm 2017. Vào ngày 14 tháng 5 năm 2015, bộ phim được công bố với tựa đề War for the Planet of the Apes. Tháng 9 năm 2015, có thông báo rằng Woody Harrelson đã được chọn vào vai phản diện của phim.